# Haemodipsus
Haemodipsus ist eine Gattung der Echten Tierläuse mit weltweiter Verbreitung, die bei Hasenartigen parasitieren. Die Fühler sind fünfgliedrig, Augen fehlen.  Das erste Beinpaar ist schwach entwickelt und trägt eine schlanke Kralle, das zweite und das dritte sind stärker entwickelt und haben jeweils eine kräftige Kralle. Das Abdomen ist häutig bis auf das neunte Tergit und die Genitalregion. Paratergalplatten (Platten seitlich am Abdomen) fehlen bei der Typspezies Haemodipsus lyriocephalus ganz, bei den übrigen Vertretern sind sie am dritten bis fünften Segment angedeutet. Jedes Bauchsegment hat eine querverlaufende Reihe dorsaler und ventraler Borsten (Setae). Tracheenöffnungen sind am dritten bis achten Bauchsegment ausgebildet.
Die Gattung enthält folgende Arten:
- Haemodipsus africanus Bedford, 1934
- Haemodipsus brachylagi Durden & Rausch, 2007
- Haemodipsus conformalis Blagoveshtchensky, 1965
- Haemodipsus leporis Blagoveshtchensky, 1966
- Haemodipsus lyriocephalus (Burmeister, 1839)
- Haemodipsus setoni Ewing, 1924
- Haemodipsus ventricosus (Denny, 1842)